# 쌍령동
쌍령동(雙嶺洞)은 경기도 광주시의 법정동이자 행정동이다.

## 연혁
- 조선초기 행정구역 분할시 광주유수 산하의 도직장(면장)으로서 유수를 조직하였다.
- 1910년 8월 29일 면제를 실시하여 경안면이라고 부르기 시작했다. 12개리에 구장을 두고 면행정을 추진하였으며 면청사는 역리에 위치하였다.
- 1932년 7월 5일 면청사를 구 광주경찰서옆 경안리로 이전
- 1937년 12월 15일 경안면을 광주면으로 개칭하였다.
- 1952년 4월 5일 지방자치법 시행에 따라 면의회를 설치, 면장을 선출하였다.
- 1952년 4월 5일 광주군청사가 송정리로 이전됨에 따라 군청사 부지였던 현동청사 위치에 면청사를 신축하였음
- 1979년 5월 1일 대통령령 제9409호에 의거 읍으로 승격
- 2001년 3월 21일 도농복합형 시설치에 관한 법률 제6280호에 의한 광주시 승격으로 광주읍이 경안동, 송정동, 광남동으로 분동되어 경안동이 개소되었다.[1]
- 2020년 12월 1일 : 경안동에서 분동

## 아파트
| 단지명               | 건설사         | 시행사           | 주소                | 입주        | 비고 |
| -------------------- | -------------- | ---------------- | ------------------- | ----------- | ---- |
| 현대모닝사이드 1차   | 고려산업개발㈜ | 고려산업개발㈜   | 경충대로1422번길 41 | 2000년 12월 |      |
| 현대모닝사이드 2차   | 고려산업개발㈜ | 고려산업개발㈜   | 경충대로1422번길 42 | 2003년 5월  |      |
| 광주 센트럴 푸르지오 | 대우건설       | ㈜쌍령피에프브이 | 경충대로1461번길 43 | 2018년 4월  |      |